# Edgar Winter
Edgar Holland Winter (Beaumont, 28 dicembre 1946) è un musicista statunitense.

## Biografia
Edgar è il fratello minore di Johnny Winter, altro musicista di successo, e come lui è affetto da albinismo.  È un membro della chiesa di Scientology.
Ha ottenuto un significativo successo negli anni settanta e ottanta. È un tastierista, cantante, sassofonista e percussionista, orientato su stili come jazz, blues e rock.
Nel 1973 il singolo Frankenstein generato dal progetto The Edgar Winter Group è arrivato in prima posizione nella Billboard Hot 100 e in Canada.

## Discografia
Album in studio
- 1970 - Entrance
- 1971 - Edgar Winter's White Trash
- 1972 - Roadwork
- 1972 - They Only Come Out at Night
- 1974 - Shock Treatment
- 1975 - Jasmine Nightdreams
- 1975 - The Edgar Winter Group With Rick Derringer
- 1977 - Recycled
- 1979 - The Edgar Winter Album
- 1981 - Standing on Rock
- 1985 - Mission Earth
- 1990 - Harlem Nocturne
- 1994 - I'm Not a Kid Anymore
- 1996 - The Real Deal
- 1999 - Winter Blues
- 2004 - Jazzin' the Blues
- 2008 - Rebel Road
- 2022 - Brother Johnny

Raccolte
- 2002 - The Best of Edgar Winter

Live
- 1976 - Together: Edgar Winter and Johnny Winter Live
- 1998 - Live in Japan (con Rick Derringer)
- 2010 - Live at North Sea Jazz (con Steve Lukather)